# Mathías Olivera
Mathías Olivera Miramontes (Montevidéu, 31 de Outubro de 1997) é um futebolista uruguaio que atua como lateral-esquerdo. Atualmente é jogador do Napoli e da Seleção Uruguaia de Futebol.

## Carreira

### Nacional
Nascido em Montevidéu, Olivera é da base do Nacional. Depois de progredir na formação juvenil, ele fez sua estreia profissional em 13 de fevereiro de 2016, começando e sendo reservado em uma vitória por 3–0 fora de casa contra o River Plate.
Olivera apareceu em apenas mais uma partida pelo clube, uma derrota por 2–0 no Plaza Colonia em 29 de fevereiro de 2016. Em dezembro daquele ano, ele foi comprado por seu agente Daniel Fonseca e contratado para o Atenas de San Carlos na Segunda División.
Em julho de 2017, Oliveira passou por um exame médico no Galatasaray, mas acabou não assinando contrato e posteriormente retornou ao Uruguai.

### Getafe
Em 14 de agosto de 2017, Olivera assinou um contrato de seis anos com o clube da La Liga Getafe. Fez sua estreia pelo clube espanhol em 24 de Outubro de 2017, na derrota de 0–1 contra o Alavés pela Copa do Rei. Ele marcou seu primeiro gol profissional em 21 de abril de 2018, marcando o único gol do jogo na vitória por 1–0 contra o Eibar.
Seus bons desempenhos o levaram a se transformar em titular indiscutível para o técnico espanhol José Bordalás.

#### Albacete Balompié
Em 4 de julho de 2018, o Albacete, da Segunda Divisão Espanhola, anunciou a contratação de Olivera em um contrato de empréstimo de uma temporada. Ele jogou 15 partidas e marcou um gol pelo clube antes de seu empréstimo ser interrompido pelo Getafe em 25 de janeiro de 2019.

### Napoli
Em 26 de maio de 2022, o clube italiano da Serie A TIM, Napoli, anunciou a contratação de Olivera por um contrato de três anos.

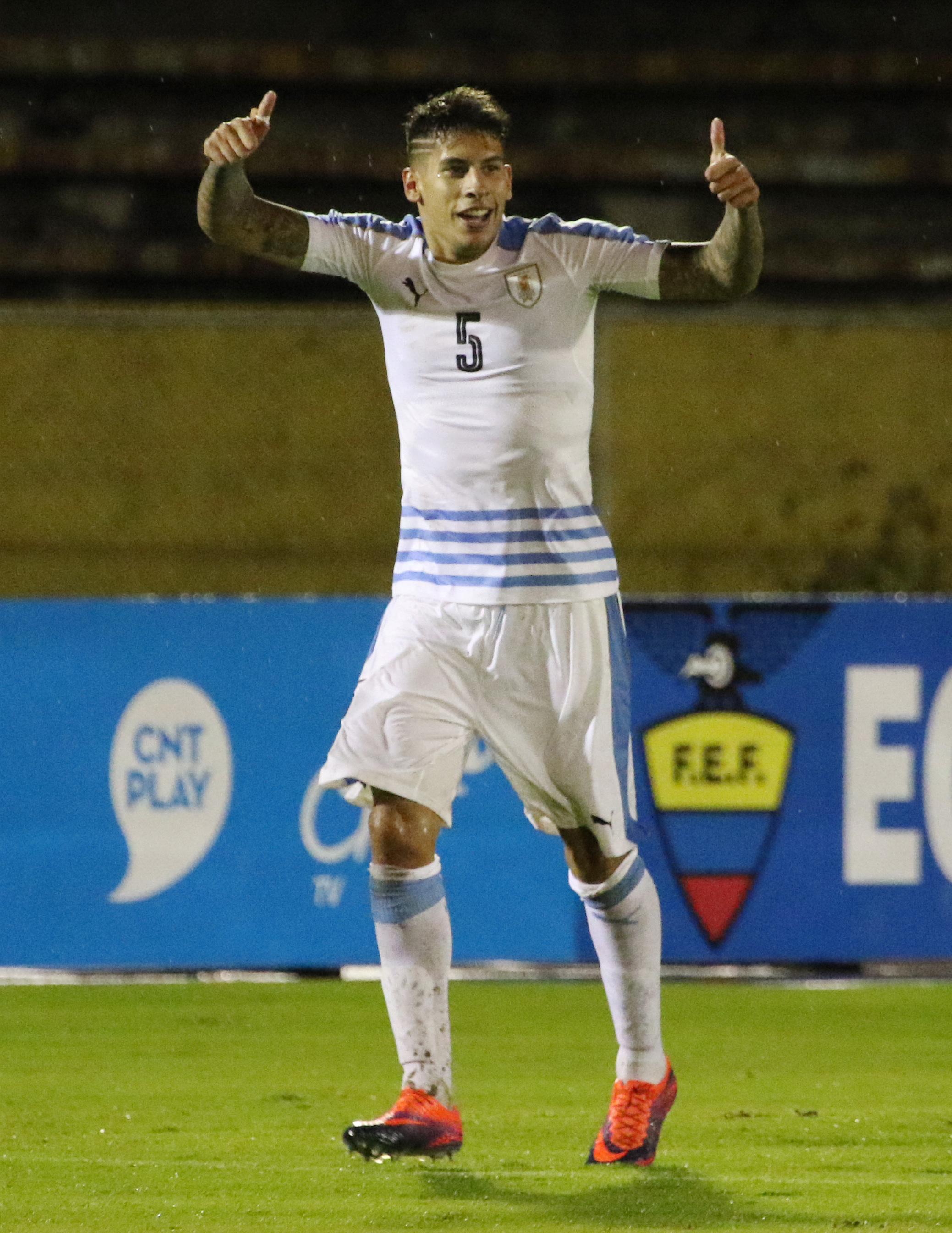
Mathías Olivera pelo Uruguai Sub-20 em 2017

Na temporada 2022-23, Mathías Olivera entrou para a história do Napoli, sendo um dos jogadores que se tornaram importantes para o título após 33 anos. O lateral disputou 27 dos 34 jogos do time na Serie A TIM, marcou dois gols e deu 2 assistências.

## Carreira internacional
Em 7 de janeiro de 2022, Olivera foi nomeado para o elenco preliminar de 50 jogadores do Uruguai para as partidas de qualificação para a Copa do Mundo FIFA de 2022 contra o Paraguai e a Venezuela. Ele fez sua estreia na seleção principal em 27 de janeiro de 2022, em uma vitória por 1–0 sobre o Paraguai. Ele marcou seu primeiro gol pelo Uruguai em um empate por 2–2 nas eliminatórias da Copa do Mundo FIFA de 2026 contra a Colômbia em 12 de outubro de 2023.
Em junho de 2024, Olivera foi convocado para representar o Uruguai na Copa América de 2024. Na partida final da fase de grupos contra os Estados Unidos, ele marcou o único gol da vitória por 1–0.

## Estilo de jogo
Forte fisicamente (1.85 m), também é habilidoso tecnicamente, mas acima de tudo, consegue sempre acompanhar a ação ofensiva com grande impulsão, embora o seu ponto forte seja a parte defensiva.

## Títulos

#### Napoli
- Serie A TIM: 2022–23, 2024–25[19]